# نصرة علي أبوكر
نصرة علي أبوكر (بالصومالية: Nasra Cali Abuukar)‏؛ (من مواليد 15 سبتمبر 2004)،هي طالبة جامعية صومالية اشتهرت بمشاركتها في سباق 100 متر في دورة الألعاب الجامعية العالمية الحادية والثلاثين في تشنغدو، الصين، عام 2021، حيث جاءت في المركز الأخير. أثار أداؤها الضعيف بشكل ملحوظ وافتقارها الظاهر للقدرات الرياضية غضبًا دوليًا واتهامات بالمحسوبية عندما تبين أن لديها صلات عائلية مع رئيس اللجنة الرياضية الصومالية.

## المشاركة
والدة نصرة هي ديكا آدم ظاهر، في حين أن خالتها عائشة آدم ظاهر شغلت منصب نائبة رئيس وفد الصومال في الألعاب الجامعية العالمية الـ 31، إلى جانب عملها كطبيبة في مستشفى بنادر. أما خالتها الأخرى، خديجة آدم ظاهر، فقد تولت رئاسة اللجنة الرياضية الوطنية.

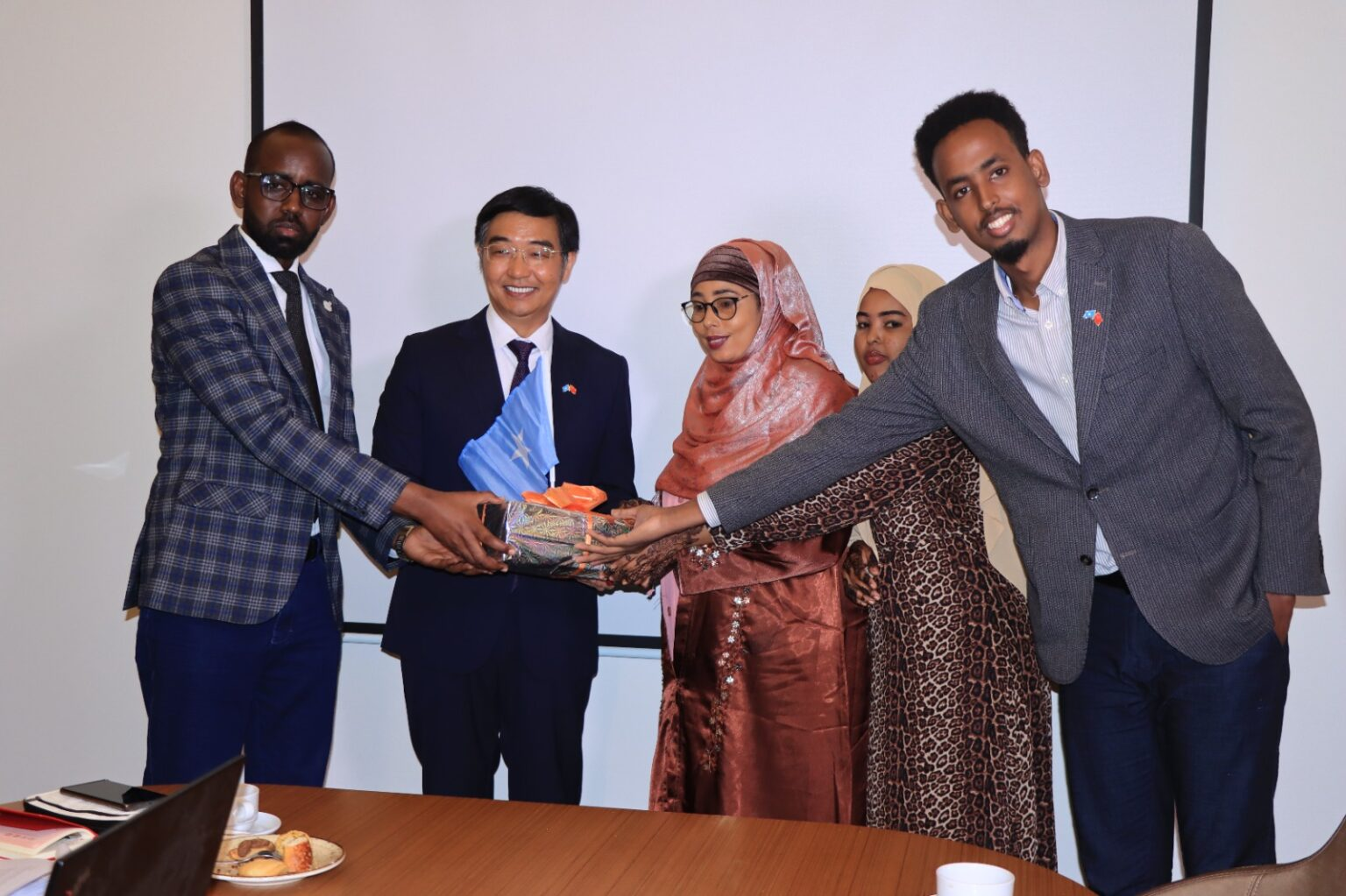
كبار المسؤولين من وزارة الرياضة الصومالية خلال حفل الوداع لوفدهم المشارك في الألعاب العالمية الجامعية الصيفية الثالثة والثلاثين

في 26 يوليو 2023، خلال مؤتمر صحفي، صرّحت نصرة قائلة: "اليوم، أنا سعيدة للغاية بتمثيل الصومال في سباق 100 متر"، قبل انطلاقها إلى المنافسات.
في مقطع فيديو يوثق السباق، يظهر تأخر نصرة عن بقية المتسابقين مع اقترابهم من خط النهاية. أنهت السباق بزمن 21.81 ثانية، بفارق يقارب 10 ثوانٍ عن الفائزة بالمركز الأول، التي سجلت 11.4 ثانية.
وبحسب المعايير الأولمبية الأمريكية، فإن الحد الأدنى للتأهل لسباق 100 متر للسيدات هو 11.15 ثانية، بينما كان أبطأ زمن سُجِّل في أولمبياد 2020 لهذه الفئة هو 15.26 ثانية، أي أسرع بفارق أكثر من 6 ثوانٍ من الزمن الذي حققته نصرة. وقد ادّعت بعض وسائل الإعلام الدولية أن هذا الزمن ربما يكون "أبطأ توقيت في تاريخ نهائي سباق 100 متر للسيدات"، إلا أنه لا يمكن التأكد من دقة هذا الادعاء لعدم وجود بيانات تاريخية كافية.
وفقًا لنظام تصنيف ألعاب القوى العالمية، تُمنح النقاط بناءً على الأداء، حيث تحصل العداءات اللواتي ينهين السباق في 10.12 ثانية أو أقل على أكثر من 1400 نقطة. أما زمن 21.81 ثانية الذي سجلته نصرة، فرغم كونه بعيدًا عن معايير التأهل، إلا أنه يمنحها نقطة واحدة فقط وفقًا لهذا النظام.

### ردود الفعل

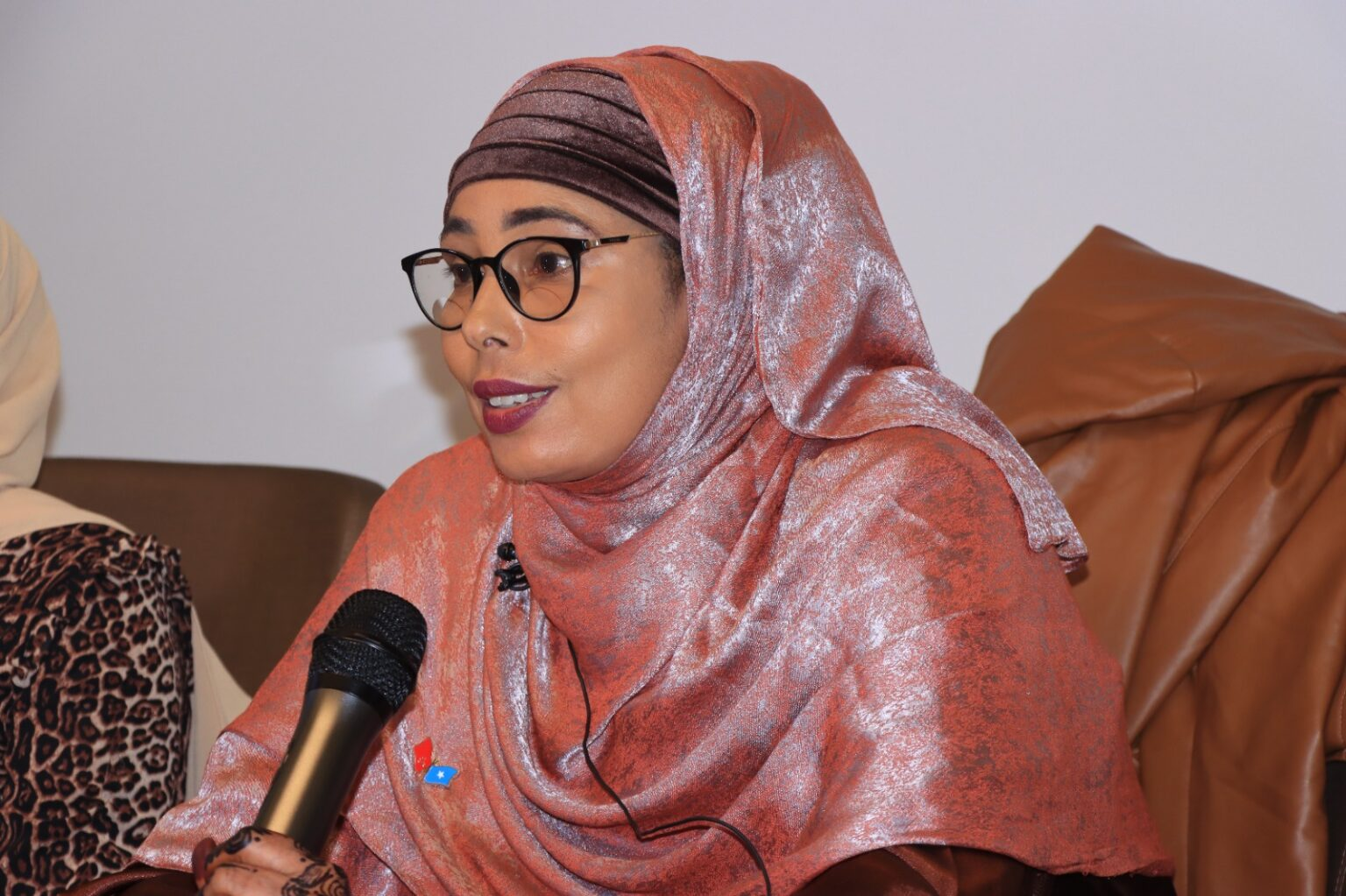
عائشة آدم ظاهر، خالة نصرة علي أبوكار

وكما هو الحال في جميع السباقات التي تنتهي بالفوز أو الخسارة، فقد تم استغلال خسارة الصومال في هذا السباق للترويج لفكرة أنها جزء من محاولة لعرقلة جهود التحرير التي تشهدها البلاد، وصرف انتباه الشعب عن إنجازات الحكومة على أرض الواقع.
حظي مقطع الفيديو بانتشار واسع، حيث تجاوز عدد مشاهداته 19.8 مليون مشاهدة على تويتر، ما أثار جدلًا واسعًا وتساؤلات وانتقادات عديدة. تساءل كثيرون عن سبب اختيار رياضية تفتقر للخبرة السابقة في السباقات، وعدم استعداد وزارة الشباب والرياضة بشكل كافٍ لتمثيل الصومال في هذا الحدث الرياضي.
أحد أبرز المنتقدين كان إلهام غاراد، الذي قام بمشاركة الفيديو الفيروسي على تويتر، ووجه انتقادات حادة لوزارة الرياضة بسبب ما اعتبره تقصيرًا في الاختيار والإعداد.
كما أعرب عدّاءو المسافات الطويلة الصوماليون مو فرح وعبدي ناجيي عن غضبهم واستيائهم من اللجنة الأولمبية الصومالية ووزارة الرياضة، مستنكرين اختيار رياضية غير مدربة بدلًا من عداءة مؤهلة.

وقد أثارت مشاركتها شكوكًا حول صحة ضمها إلى الفريق الوطني، حيث زعمت تقارير أن نصرة علي هي ابنة أخت عبد الله أحمد طرابي، أحد الشخصيات الرياضية البارزة في الصومال، وخديجة آدم ظاهر، رئيسة لجنة الرياضة الوطنية. أدى ذلك إلى مزاعم بوجود محاباة ومخالفات مالية، خاصة بعد ظهور لقطات شاشة يُزعم أنها تُظهر خديجة آدم ظاهر تهنئ نصرة على انضمامها إلى الفريق.

| Elham Garaad ✍︎ | تويتر |
| ‎@EGaraad_      |       |

             The Ministry of Youth and Sports should step down. It's disheartening to witness such an incompetent government. How could they select an untrained girl to represent Somalia in running? It's truly shocking and reflects poorly on our country internationally.
         

            يجب أن تتنحى وزارة الشباب والرياضة. إنه لأمر محبط أن نشهد مثل هذه الحكومة غير الكفؤة. كيف يمكنهم اختيار فتاة غير مدربة لتمثيل الصومال في الجري ؟ إنه أمر مروع حقًا وينعكس بشكل سيء على بلدنا دوليًا.
        

        1 أغسطس 2023

وفي تصريح لـبي بي سي الصومالية، قالت خديجة آدم ظاهر إن نصرة علي خضعت لتدريب مكثف استمر لعامين استعدادًا للمشاركة، إلا أن نصرة نفسها صرّحت بأنها تدربت لمدة شهر واحد فقط، ما زاد من حدة الجدل حول القضية.

## ما بعد الحادثة

### الاستجابة
أصدرت اللجنة الرياضية الصومالية اعتذارًا رسميًا بشأن الجدل الذي أثير حول اختيار نصرة علي للمشاركة في البطولة. كما قدم وزير الرياضة الصومالي، محمد باري، اعتذارًا عن الحادثة، مؤكدًا أن وزارته لم تكن على علم مسبق بترشيح نصرة للمشاركة في الألعاب. وأعرب عن استيائه من الأمر، واصفًا إياه بأنه "خطأ محرج ومصدر للإحباط" بالنسبة للبلاد.
وفي 3 أغسطس 2023، ردت نصرة علي على الانتقادات التي وُجهت إليها من مواطنيها، الذين وصفوها بأنها "أسوأ رياضية في الألعاب الدولية". وقالت: "الصوماليون لا يستحقون أن يتم تمثيلهم في مسابقة الركض؛ لقد شاركت وأنا أعاني من التواء المفصل، [...] لكنني رغم ذلك تمكنت من إنهاء السباق."

### الإيقاف والتحقيق
تعهد محمد باري بإجراء تحقيق شامل في عملية الاختيار التي أدت إلى مشاركة نصرة علي في البطولة. وفي وقت لاحق، كشف أن التحقيقات مع اللجنة الأولمبية الصومالية أظهرت أن نصرة لم تكن لديها أي خبرة سابقة في الجري أو أي رياضة أخرى.
وفي 2 أغسطس 2023، أصدرت اللجنة الأولمبية الصومالية قرارًا بتنفيذ توجيهات الوزير بإيقاف خديجة آدم ظاهر عن منصبها، وذلك بتهمة "إساءة استخدام السلطة، وسوء الإدارة، وتشويه سمعة البلاد".